# Липнер, Джулиус
Джу́лиус Ли́пнер (англ. Julius J. Lipner; род. 11 августа 1946) — британский индолог и религиовед, профессор индуизма и сравнительного религиоведения кафедры богословия Кембриджского университета, член Британской академии, член научного консультативного совета Оксфордского центра индуистских исследований. Специализируется на исследовании традиционной и современной веданты, спасения в индийской и западной философии, Бенгалии XIX века.

## Биография
Родился и вырос в Индии. Имеет чешско-индийские корни.
Получил докторскую учёную степень от Королевского колледжа Лондонского университета. С 1975 года по настоящее время является профессором индуизма и сравнительного религиоведения кафедры богословия в Клэр Холле Кембриджского университета. В конце 1990-х годов под его руководством кришнаитский гуру Тамала Кришна Госвами подготовил докторскую диссертацию по гаудия-вайшнавскому богословию.
Автор ряда монографий, наиболее известные из которых: «The Face of Truth» — книга о Раманудже и его философии, «Hindu Ethics» и «Hindus: Their Religious Beliefs and Practices».

## Личная жизнь
Женат, отец двоих детей. Часто ездит в Индию с целью научных исследований, а также чтобы навестить своих родственников и друзей.

## Избранная библиография
- Lipner, Julius;. Bankim Chandra's Anandamath, or, The sacred brotherhood (англ.). — Oxford: Oxford University Press, 2005. — ISBN 0195178572.
- Lipner, Julius;. Brahmabandhab Upadhyay: The Life and thought of a revolutionary (англ.). — New-Delhi: Oxford University Press, 1999.
- Young, Katherine K.; Coward, Harold G.; Lipner, Julius. Hindu ethics: purity, abortion, and euthanasia (англ.). — Albany, N.Y: State University of New York Press, 1989. — ISBN 0887067646.
- Lipner, Julius. The face of truth: a study of meaning and metaphysics in the Vedāntic theology of Rāmānuja (англ.). — New York: Macmillan Publishers, 1986. — ISBN 0887060390.
- Lipner, Julius. The face of truth: a study of meaning and metaphysics in the Vedāntic theology of Rāmānuja (англ.). — New York: Macmillan Publishers, 1986. — ISBN 033338959X.
- Matilal, Bimal Krishna; Lipner, Julius; Ling, Trevor Oswald; Friedman, David D.; Killingley, Dermot; Gupta, Rita. A Net cast wide: investigations into Indian thought: in memory of David Friedman (англ.). — Newcastle upon Tyne: Grevatt & Grevatt, 1986. — ISBN 0950791881.
- Hindus: Their Religious Beliefs and Practices (Routledge, 1994) ISBN 0415051827
- Fruits of Our Desiring: Enquiry into the Ethics of the Bhagawad Gita (Bayeux Arts, Inc. 1997) ISBN 1896209300
- The Bhagavadgita for Our Times (Oxford University Press, 1997) ISBN 0195650395
- Truth, Religious Dialogue And Dynamic Orthodoxy: Essays on the Work of Brian Hebblethwaite (SCM Press, 2006) ISBN 0334040094